# Кубок Футбольної ліги 1968—1969
Кубок Футбольної ліги 1968–1969 — 9-й розіграш Кубка Футбольної ліги. Змагання проводилось за системою «плей-оф» серед 91 найкращих клубів Англії та Уельсу. Від участі у турнірі відмовився «Манчестер Юнайтед». Титул вперше здобув «Свіндон Таун».

## Календар
| Раунд        | Дата                          | Матчі    | Клуби   |
| ------------ | ----------------------------- | -------- | ------- |
| Перший раунд | 13-28 серпня 1968             | 27+9+2+1 | 91 → 64 |
| 1/32 фіналу  | 2-11 вересня 1968             | 32+8     | 64 → 32 |
| 1/16 фіналу  | 24 вересня - 2 жовтня 1968    | 16+2     | 32 → 16 |
| 1/8 фіналу   | 15-23 жовтня 1968             | 8+2      | 16 → 8  |
| 1/4 фіналу   | 29 жовтня - 5 листопада 1968  | 4+1      | 8 → 4   |
| 1/2 фіналу   | 20 листопада - 18 грудня 1968 | 4+1      | 4 → 2   |
| Фінал        | 15 березня 1969               | 1        | 2 → 1   |

## Перший раунд
| Команда 1                    | Рахунок | Команда 2             |
| ---------------------------- | ------- | --------------------- |
| 13 серпня 1968               |         |                       |
| Борнмут (3)                  | 1:6     | Саутенд Юнайтед (4)   |
| Бредфорд Парк-Авеню (4)      | 0:3     | Дарлінгтон (4)        |
| Бристоль Сіті (2)            | 2:0     | Ньюпорт Каунті (4)    |
| Бристоль Роверз (3)          | 0:2     | Свонсі Сіті (4)       |
| Бері (2)                     | 1:1     | Стокпорт Каунті (3)   |
| Честер Сіті (4)              | 0:0     | Транмер Роверз (3)    |
| Колчестер Юнайтед (4)        | 2:0     | Редінг (3)            |
| Дербі Каунті (2)             | 3:0     | Честерфілд (4)        |
| Сканторп Юнайтед (4)         | 2:1     | Ротергем Юнайтед (3)  |
| Свіндон Таун (3)             | 2:1     | Торкі Юнайтед (3)     |
| Волсолл (3)                  | 2:0     | Шрусбері Таун (3)     |
| 14 серпня 1968               |         |                       |
| Олдершот (4)                 | 2:4     | Брентфорд (4)         |
| Бредфорд Сіті (4)            | 3:2     | Гартлпул Юнайтед (3)  |
| Брайтон енд Гоув Альбіон (3) | 2:0     | Оксфорд Юнайтед (2)   |
| Донкастер Роверз (4)         | 0:0     | Пітерборо Юнайтед (4) |
| Джиллінгем (3)               | 2:2     | Лейтон Орієнт (3)     |
| Грімсбі Таун (4)             | 0:0     | Ноттс Каунті (4)      |
| Галіфакс Таун (4)            | 0:3     | Галл Сіті (2)         |
| Лінкольн Сіті (4)            | 2:1     | Менсфілд Таун (3)     |
| Лутон Таун (3)               | 3:0     | Вотфорд (3)           |
| Нортгемптон Таун (3)         | 1:1     | Кру Александра (3)    |
| Плімут Аргайл (3)            | 0:0     | Ексетер Сіті (4)      |
| Престон Норт-Енд (2)         | 1:1     | Олдем Атлетік (3)     |
| Саутпорт (3)                 | 2:2     | Барроу (3)            |
| Воркінгтон (4)               | 2:1     | Рочдейл (4)           |
| Рексем (4)                   | 2:0     | Порт Вейл (4)         |
| Йорк Сіті (4)                | 3:4     | Барнслі (3)           |

Перегравання
| Команда 1             | Рахунок | Команда 2            |
| --------------------- | ------- | -------------------- |
| 19 серпня 1968        |         |                      |
| Стокпорт Каунті (3)   | 1:0     | Бері (2)             |
| Пітерборо Юнайтед (4) | 1:0     | Донкастер Роверз (4) |
| Барроу (3)            | 1:3     | Саутпорт (3)         |
| 20 серпня 1968        |         |                      |
| Лейтон Орієнт (3)     | 3:0     | Джиллінгем (3)       |
| 21 серпня 1968        |         |                      |
| Транмер Роверз (3)    | 2:2 дч  | Честер Сіті (4)      |
| Ноттс Каунті (4)      | 0:1     | Грімсбі Таун (4)     |
| Кру Александра (3)    | 1:0     | Нортгемптон Таун (3) |
| Ексетер Сіті (4)      | 0:0 дч  | Плімут Аргайл (3)    |
| Олдем Атлетік (3)     | 0:1     | Престон Норт-Енд (2) |
| 26 серпня 1968        |         |                      |
| Транмер Роверз (3)    | 1:1 дч  | Честер Сіті (4)      |
| Ексетер Сіті (4)      | 1:0 дч  | Плімут Аргайл (3)    |
| 28 серпня 1968        |         |                      |
| Честер Сіті (4)       | 1:2     | Транмер Роверз (3)   |

## 1/32 фіналу
| Команда 1                    | Рахунок | Команда 2            |
| ---------------------------- | ------- | -------------------- |
| 2 вересня 1968               |         |                      |
| Саутпорт (3)                 | 0:2     | Ньюкасл Юнайтед      |
| 3 вересня 1968               |         |                      |
| Барнслі (3)                  | 1:1     | Міллволл (2)         |
| Бірмінгем Сіті (2)           | 0:1     | Челсі                |
| Ковентрі Сіті                | 2:0     | Портсмут (2)         |
| Евертон                      | 4:0     | Транмер Роверз (3)   |
| Гаддерсфілд Таун (2)         | 0:0     | Манчестер Сіті       |
| Іпсвіч Таун                  | 2:4     | Норвіч Сіті (2)      |
| Ноттінгем Форест             | 2:3     | Вест-Бромвіч Альбіон |
| Лейтон Орієнт (3)            | 1:0     | Фулгем (2)           |
| Сканторп Юнайтед (4)         | 2:1     | Лінкольн Сіті (4)    |
| Волсолл (3)                  | 1:1     | Свонсі Сіті (4)      |
| 4 вересня 1968               |         |                      |
| Арсенал                      | 1:0     | Сандерленд           |
| Астон Вілла (2)              | 1:4     | Тоттенгем Готспур    |
| Блекберн Роверз (2)          | 1:1     | Сток Сіті            |
| Бредфорд Сіті (4)            | 1:1     | Свіндон Таун (3)     |
| Брентфорд (4)                | 3:0     | Галл Сіті (2)        |
| Брайтон енд Гоув Альбіон (3) | 1:1     | Лутон Таун (3)       |
| Бристоль Сіті (2)            | 1:0     | Мідлсбро (2)         |
| Карлайл Юнайтед (2)          | 2:0     | Кардіфф Сіті (2)     |
| Колчестер Юнайтед (4)        | 0:1     | Воркінгтон (4)       |
| Крістал Пелес (2)            | 3:1     | Престон Норт-Енд (2) |
| Дарлінгтон (4)               | 1:6     | Лестер Сіті          |
| Дербі Каунті (2)             | 5:1     | Стокпорт Каунті (3)  |
| Ексетер Сіті (4)             | 3:1     | Шеффілд Венсдей      |
| Грімсбі Таун (4)             | 1:1     | Бернлі               |
| Лідс Юнайтед                 | 1:0     | Чарльтон Атлетік (2) |
| Ліверпуль                    | 4:0     | Шеффілд Юнайтед (2)  |
| Пітерборо Юнайтед (4)        | 4:2     | Квінз Парк Рейнджерс |
| Саутгемптон                  | 3:1     | Кру Александра (3)   |
| Вест Гем Юнайтед             | 7:2     | Болтон Вондерерз (2) |
| Вулвергемптон Вондерерз      | 1:0     | Саутенд Юнайтед (4)  |
| Рексем (4)                   | 1:1     | Блекпул (2)          |

Перегравання
| Команда 1        | Рахунок | Команда 2                    |
| ---------------- | ------- | ---------------------------- |
| 9 вересня 1968   |         |                              |
| Міллволл (2)     | 3:1 дч  | Барнслі (3)                  |
| Блекпул (2)      | 3:0     | Рексем (4)                   |
| 10 вересня 1968  |         |                              |
| Свіндон Таун (3) | 4:3     | Бредфорд Сіті (4)            |
| Бернлі           | 6:0     | Грімсбі Таун (4)             |
| Свонсі Сіті (4)  | 3:2 дч  | Волсолл (3)                  |
| 11 вересня 1968  |         |                              |
| Сток Сіті        | 0:1     | Блекберн Роверз (2)          |
| Лутон Таун (3)   | 4:2     | Брайтон енд Гоув Альбіон (3) |
| Манчестер Сіті   | 4:0     | Гаддерсфілд Таун (2)         |

## 1/16 фіналу
| Команда 1               | Рахунок | Команда 2            |
| ----------------------- | ------- | -------------------- |
| 24 вересня 1968         |         |                      |
| Брентфорд (4)           | 0:2     | Норвіч Сіті (2)      |
| Карлайл Юнайтед (2)     | 0:3     | Лестер Сіті          |
| Евертон                 | 5:1     | Лутон Таун (3)       |
| Лейтон Орієнт (3)       | 0:1     | Крістал Пелес (2)    |
| Свіндон Таун (3)        | 1:0     | Блекберн Роверз (2)  |
| 25 вересня 1968         |         |                      |
| Блекпул (2)             | 1:0     | Манчестер Сіті       |
| Челсі                   | 0:0     | Дербі Каунті (2)     |
| Лідс Юнайтед            | 2:1     | Бристоль Сіті (2)    |
| Ліверпуль               | 2:0     | Свонсі Сіті (4)      |
| Пітерборо Юнайтед (4)   | 2:1     | Вест-Бромвіч Альбіон |
| Сканторп Юнайтед (4)    | 1:6     | Арсенал              |
| Саутгемптон             | 4:1     | Ньюкасл Юнайтед      |
| Тоттенгем Готспур       | 6:3     | Ексетер Сіті (4)     |
| Вест Гем Юнайтед        | 0:0     | Ковентрі Сіті        |
| Воркінгтон (4)          | 0:1     | Бернлі               |
| Вулвергемптон Вондерерз | 5:1     | Міллволл (2)         |

Перегравання
| Команда 1        | Рахунок | Команда 2        |
| ---------------- | ------- | ---------------- |
| 1 жовтня 1968    |         |                  |
| Ковентрі Сіті    | 3:2     | Вест Гем Юнайтед |
| 2 жовтня 1968    |         |                  |
| Дербі Каунті (2) | 3:1     | Челсі            |

## 1/8 фіналу
| Команда 1         | Рахунок | Команда 2               |
| ----------------- | ------- | ----------------------- |
| 15 жовтня 1968    |         |                         |
| Арсенал           | 2:1     | Ліверпуль               |
| 16 жовтня 1968    |         |                         |
| Блекпул (2)       | 2:1     | Вулвергемптон Вондерерз |
| Бернлі            | 4:0     | Лестер Сіті             |
| Ковентрі Сіті     | 2:2     | Свіндон Таун (3)        |
| Крістал Пелес (2) | 2:1     | Лідс Юнайтед            |
| Евертон           | 0:0     | Дербі Каунті (2)        |
| Норвіч Сіті (2)   | 0:4     | Саутгемптон             |
| Тоттенгем Готспур | 1:0     | Пітерборо Юнайтед (4)   |

Перегравання
| Команда 1        | Рахунок | Команда 2     |
| ---------------- | ------- | ------------- |
| 21 жовтня 1968   |         |               |
| Свіндон Таун (3) | 3:0     | Ковентрі Сіті |
| 23 жовтня 1968   |         |               |
| Дербі Каунті (2) | 1:0     | Евертон       |

## 1/4 фіналу
| Команда 1         | Рахунок | Команда 2         |
| ----------------- | ------- | ----------------- |
| 29 жовтня 1968    |         |                   |
| Арсенал           | 5:1     | Блекпул (2)       |
| 30 жовтня 1968    |         |                   |
| Бернлі            | 2:0     | Крістал Пелес (2) |
| Дербі Каунті (2)  | 0:0     | Свіндон Таун (3)  |
| Тоттенгем Готспур | 1:0     | Саутгемптон       |

Перегравання
| Команда 1        | Рахунок | Команда 2        |
| ---------------- | ------- | ---------------- |
| 5 листопада 1968 |         |                  |
| Свіндон Таун (3) | 1:0     | Дербі Каунті (2) |

## 1/2 фіналу
| Команда 1                  | Заг. | Команда 2         | 1-й матч | 2-й матч |
| -------------------------- | ---- | ----------------- | -------- | -------- |
| 20 листопада/4 грудня 1968 |      |                   |          |          |
| Арсенал                    | 2:1  | Тоттенгем Готспур | 1:0      | 1:1      |
| Бернлі                     | 3:3  | Свіндон Таун (3)  | 1:2      | 2:1 дч   |

Перегравання
| Команда 1        | Рахунок | Команда 2 |
| ---------------- | ------- | --------- |
| 18 грудня 1968   |         |           |
| Свіндон Таун (3) | 3:2 дч  | Бернлі    |

## Фінал
| 15 березня 1969 |

| Свіндон Таун (3)             | 3:1 дч | Арсенал   |
| ---------------------------- | ------ | --------- |
| Смарт 35' Роджерс 104', 119' |        | Гоулд 85' |

| Вемблі, Лондон Глядачів: 98 189 Арбітр: Вільям Гендлі |